# هیدرا (قمر)
هیدرا (به انگلیسی: Hydra) دومین قمر طبیعی بیرونی پلوتون است. این قمر همراه با نیکس در ژوئن ۲۰۰۵ توسط تلسکوپ فضایی هابل کشف شد و در مأموریت نیوهورایزنز در ژوئیهٔ ۲۰۱۵ از نزدیک بررسی شد.
نام هیدرا در ۲۱ ژوئیهٔ ۲۰۰۶ توسط اتحادیهٔ بین‌المللی اخترشناسی انتخاب شد.